# Bříšťany
Bříšťany település Csehországban, a Jičíni járásban. Bříšťany Petrovičky, Pšánky, Milovice u Hořic, Sukorady, Stračov és Bašnice településekkel határos. Lakosainak száma 262 fő (2024. január 1.).

## Népesség
A település lakosságának változását az alábbi diagram mutatja:
| Lakosok száma | 427  | 536  | 515  | 347  | 259  | 233  | 244  | 252  | 238  | 262  |
|               | 1869 | 1900 | 1921 | 1961 | 1980 | 2011 | 2016 | 2019 | 2021 | 2024 |